# Leonardo di Bisuccio
Leonardo di Bisuccio né à Milan est un peintre italien du XVe siècle.

## Biographie
On connaît peu de choses de lui.
Leonardo di Bisuccio est un peintre italien de la Renaissance. Ses travaux s'inspirent du style de Giotto et il est surtout connu pour la décoration de la chapelle de Sergiani Caracciolo dans l'église de San Giovanni a Carbonara à Naples.

## Sources
- Biographical Catalogue of the Italian painter, A Lady, Edit Ralph N WOrnum, by J. Murray
- Aberle road, London 1855 page 27.